# Eucalyptus saligna
Eucalyptus saligna,  eucalipto saligna,  es una especie de árbol australiano de madera dura; endémico de Nueva Gales del Sur, Queensland. Es común su plantación para madera en Australia, Sudáfrica, Sudamérica.

## Usos
Madera semipesada (cerca de 600 kg/m³), dura, texturada, razonablemente apta para trabajar. Para construcción, paneles, botes. Bien cotizada para pisos y muebles debido a su rico color miel oscura.

## Taxonomía
Eucalyptus saligna fue descrita por James Edward Smith y publicado en Transactions of the Linnean Society of London 3: 285. 1797.
Etimología
Eucalyptus: nombre genérico que proviene del griego antiguo: eû = "bien, justamente" y kalyptós = "cubierto, que recubre". En Eucalyptus L'Hér., los pétalos, soldados entre sí y a veces también con los sépalos, forman parte del opérculo, perfectamente ajustado al hipanto, que se desprende a la hora de la floración.
saligna: epíteto